# Сквер імені Василя Стуса (Київ)
Сквер імені Василя Стуса — сквер, розташований на розі проспектів Берестейського та Палладіна. Названий на честь одного з найактивніших представників українського культурного руху шістдесятників, Героя України Василя Стуса.

## Характеристика скверу
Сквер займає площу 10 600 м²; облаштована доріжка — 913 м²; зелені насадження  — 10 125 м², дерева  — 104 м², кущі  — 42,5 м²; квітники  — 179 м².

## Історична довідка
Василь Стус разом з дружиною та сином у 1965–1972 роках жив на вул. Львівській, 62, у Ленінградському районі (зараз — Святошинський). Згодом під час будівництва транспортної розв'язки над Окружною дорогою його будинок був знесений.
2006 року активісти Української народної партії та громадської організації «Зелений світ» на чолі з Віктором Ткаченком ініціювали створення скверу на пр. Перемоги (нині — Берестейський проспект), 119–121 неподалік від Стусового будинку і місця зруйнованого у 1950-ті Миколаївського храму.
Проте ділянку продали під забудову й у березні 2009 року почали спилювати «Стусові сосни», що спричинило громадські протести. У травні відкрили пам'ятний знак Стусу. Зрештою, після мирової угоди між міськрадою та забудовником, а також родиною Стуса і громадськістю запропонували через дорогу нову ділянку, яку ще влада не продала.
26 лютого 2010 року Київська міська рада ухвалила рішення про присвоєння скверу імені Василя Стуса.
25 квітня 2015 року активісти висадили 100 дерев, але 7 травня саджанці викрали зловмисники.
26 травня 2015 року напередодні Дня Києва відбулось відкриття скверу. На урочистостях мер Києва Віталій Кличко зазначив:
«Сьогодні ми відкриваємо сквер імені Василя Стуса, Героя України, видатного поета. Василь Стус мріяв, що наша країна буде незалежною, успішною та робив усе для наближення цієї мети. І ми маємо вшановувати пам'ять таких видатних українців-патріотів… Ми робимо Київ містом парків і скверів, а не МАФів. Щоб у цьому місті було комфортно і кожному киянину, і кожному гостю столиці».
У відкритті взяли участь дружина Василя Стуса Валентина Попелюх і його сестра Марія, переселенка з Донецької області.

## Галерея

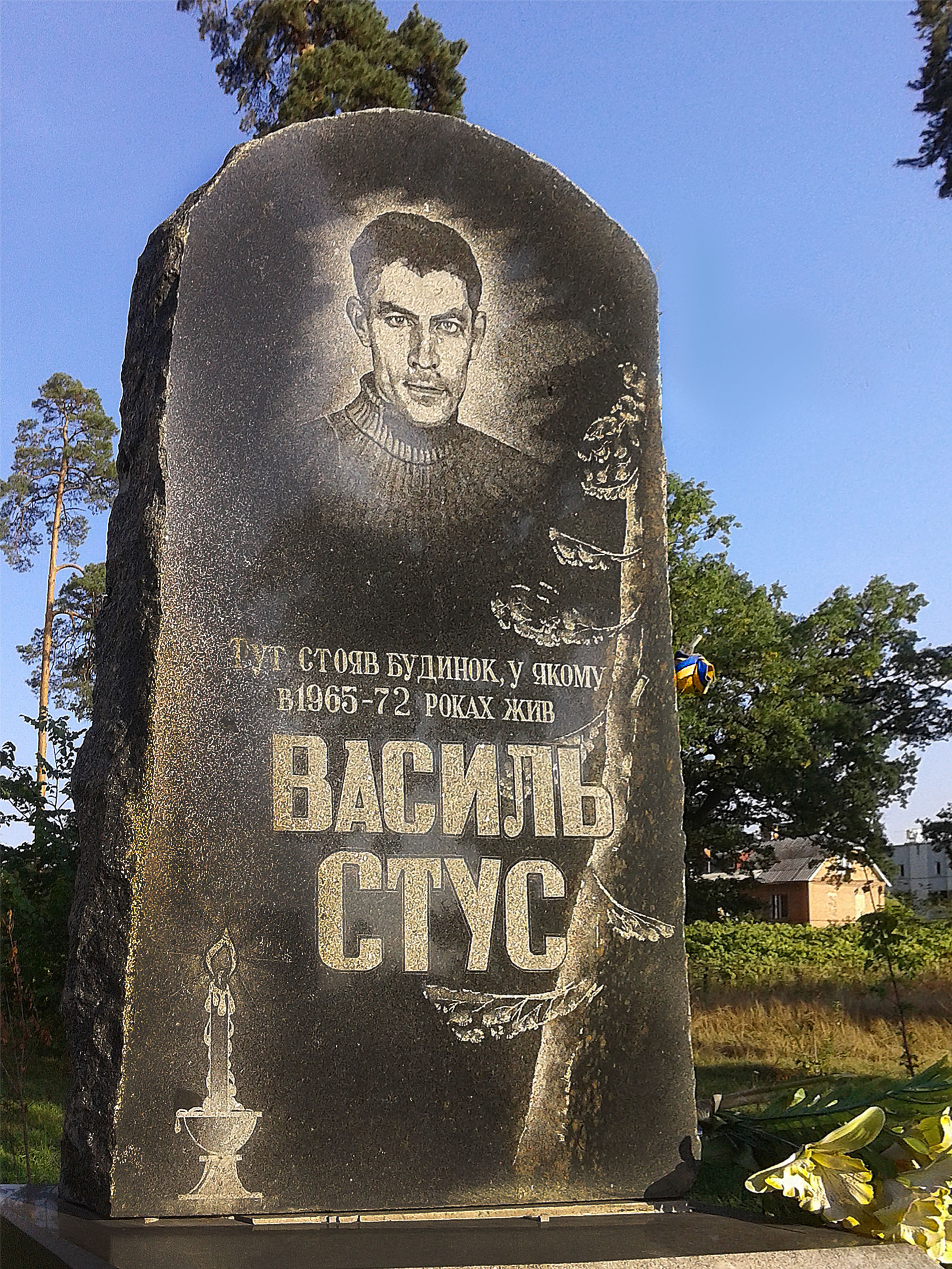
Пам'ятник на місці будинку на пр. Берестейський, 119, де мешкав В.Стус
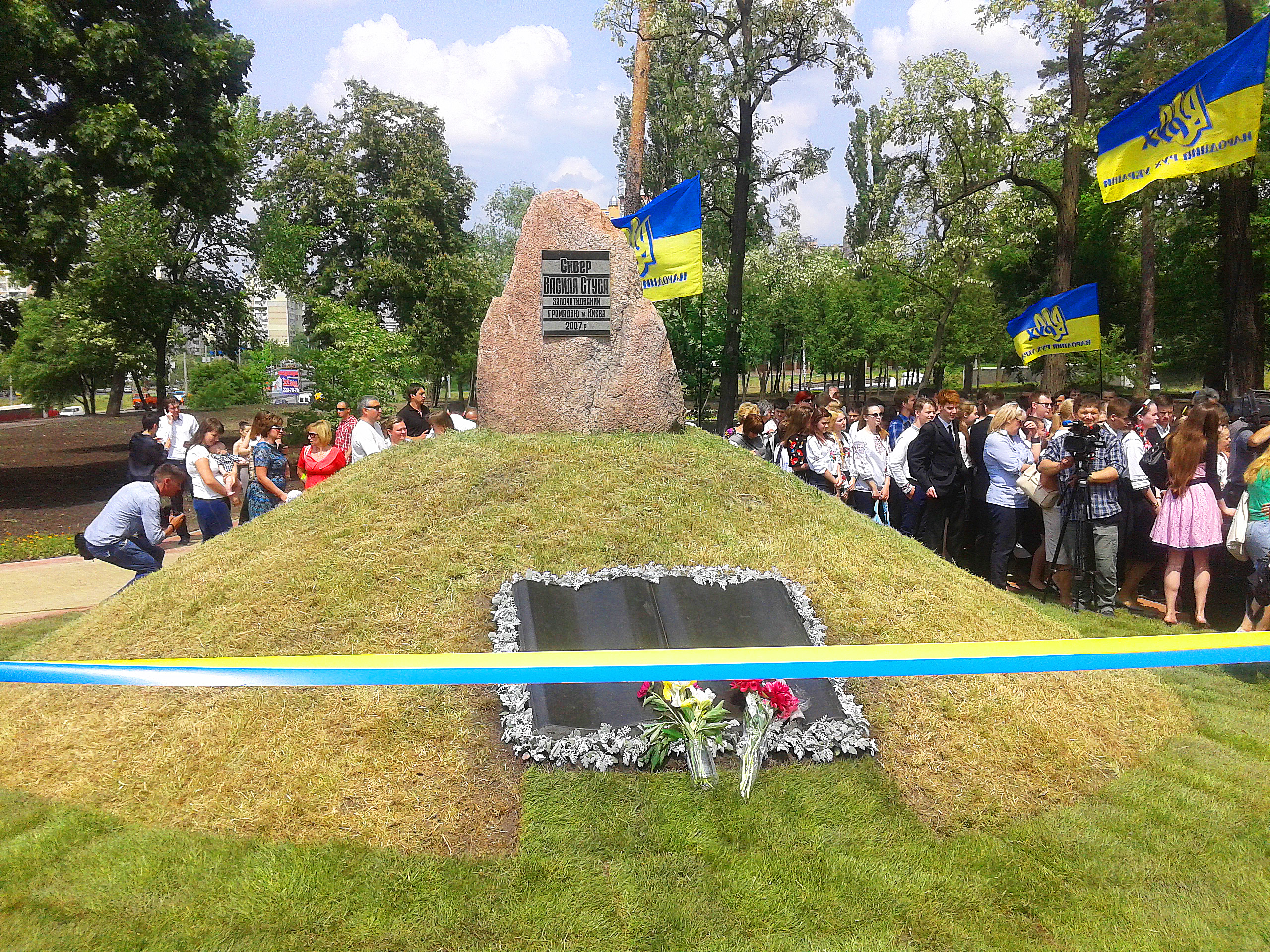
Урочисте відкриття скверу
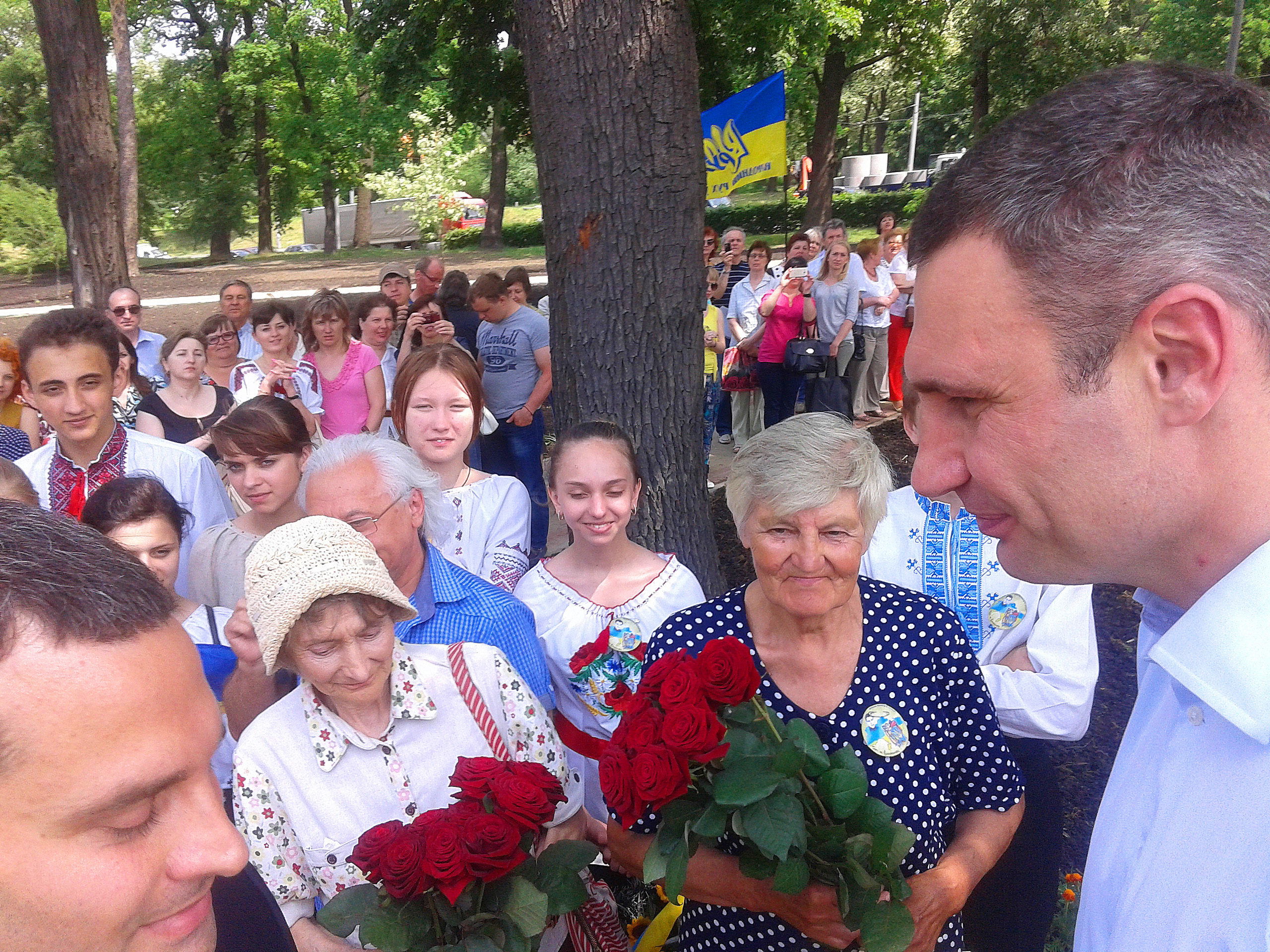
Мер Києва В.Кличко вручає квіти дружині Стуса Валентині Попелюх (ліворуч) і його сестрі Марії
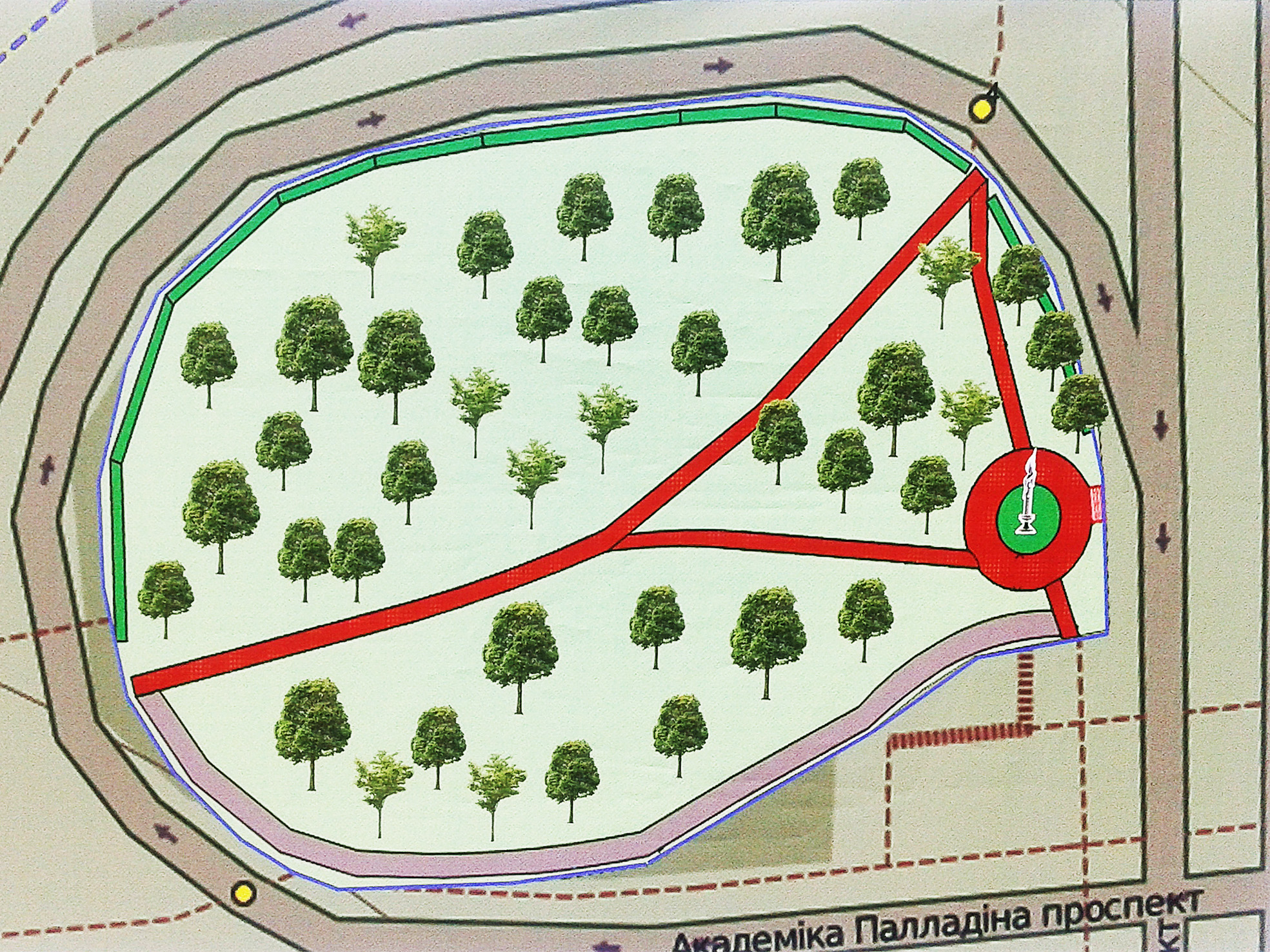
Схема скверу